# 林雨 (1917年)
林雨（1917年—），女，福建长乐人，中国护理学专家，曾任第六届全国人大代表、常委会委员。